# Alexianerkloster Aachen

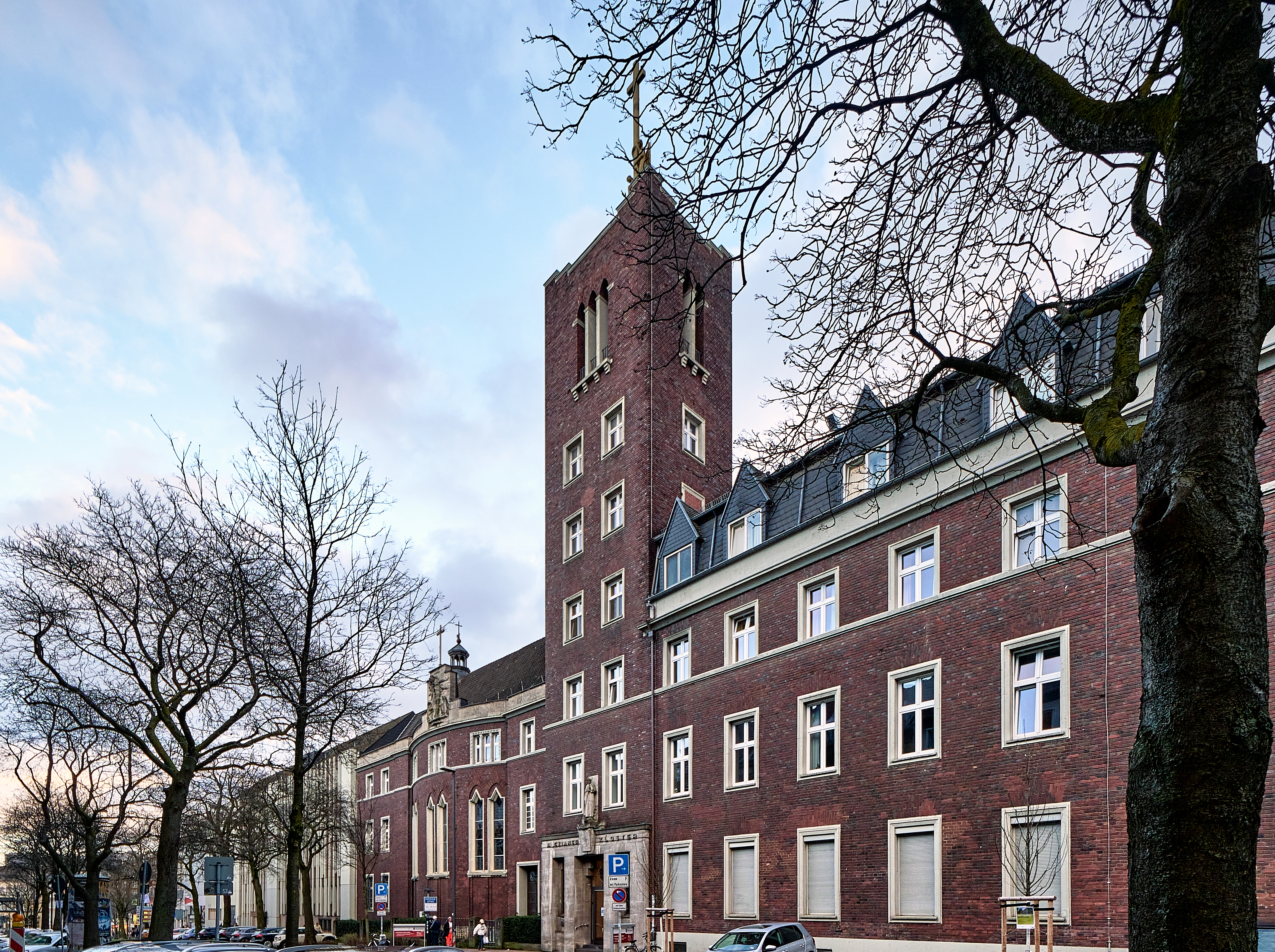
Mutterhaus Aachen

Das Alexianerkloster Aachen ist das Mutterhaus der Ordensgemeinschaft der Alexianerbrüder am Alexianergraben in Aachen, dessen erste urkundliche Erwähnung auf das Jahr 1391 datiert ist. Der dort stehende heutige Gebäudekomplex besteht aus dem Konventgebäude (Clemensbau) mit der St.-Alexius-Kirche sowie den rückseitig angebauten Gebäudetrakten des angeschlossenem Alexianer-Krankenhauses (Quirinusbau). Der Clemensbau mit der Kirche wurde 1929 nach Plänen des Düsseldorfer Architekten Wilhelm Pauen (1865–1949) neu erbaut und 1980 unter Denkmalschutz gestellt.

## Geschichte
Nachdem um 1334 aus Köln einige Brüder der dortigen Begarden, einer katholischen Ordensgemeinschaft für Laienbrüder in der Krankenpflege, aus der sich ca. 140 Jahre später die Kölner Alexianer entwickelt hatten, nach Aachen entsandt worden waren, um dort ebenfalls eine Niederlassung einzurichten, kam es nach dieser Gründung zum Bau eines lokalen Klostergebäudes. Dieses wurde erstmals 1391 urkundlich erwähnt und befand sich auf einem Grundstück unmittelbar außerhalb der Stadtmauer Aachens in Höhe des damaligen Scherptores, wo auch die späteren Nachfolgebauten errichtet wurden. Am 18. März 1469 wurde dieses neue Gebäude von Ludwig von Bourbon, dem amtierenden Bischof von Lüttich, zum Konventhaus erhoben und mit den Privilegien ausgestattet, dort ein Oratorium und einen Tragaltar zu errichten. Nachdem darüber hinaus am 9. Juni 1472 Papst Sixtus IV. allen Klosterbrüdern und -schwestern die Genehmigung erteilt hatte, ihre Konventgebäude mit einer Kirche oder Kapelle und einem „bescheidenen“ Turm mit einer kleinen Glocke auszustatten, wurde dies auch bei den „Begarden“ in Aachen in die Wege geleitet. Im Jahr 1477 wurde die Kapelle fertig gestellt und sowohl dem hl. Augustinus von Hippo als auch dem hl. Alexius von Edessa geweiht, woraufhin der Orden in der Öffentlichkeit erstmals offiziell als „Alexianerorden“ auftrat.
In den folgenden zwei Jahrhunderten wurde das Aachener Kloster immer wieder erweitert und der Gebäudekomplex jeweils zeitgemäß modernisiert. Dies begründete sich auch damit, dass die Alexianer nach dem Rückgang der Pest und nach Ende des Dreißigjährigen Krieges mit der Pflege psychisch kranker Menschen neue Aufgaben übernommen hatten, was zur Entstehung der ersten psychiatrischen Kliniken führte. Erst der Aachener Stadtbrand von 1656 bewirkte einen schweren Rückschlag für das Kloster, als infolgedessen auch die Klostergebäude schwer betroffen waren und die Kapelle selbst völlig zerstört wurde. Während das Konventgebäude bereits bis 1661 wieder vollständig saniert und genutzt werden konnte, dauerte der Bau einer neuen und geräumigeren Klosterkirche bis 1683 an, deren erneute Einweihung zu Ehren des hl. Alexius schließlich am 29. Juli 1687 erfolgte. Äußerlich war sie zwar sehr schlicht gehalten, im Innenraum allerdings von einer zeitgemäßen anspruchsvollen Barockausstattung geprägt.
Im 18. Jahrhundert wurden weitere bauliche Erweiterungen durchgeführt und das Refektorium restauriert. Unter der französischen Herrschaft von 1795 bis 1815 blieb das Kloster trotz erheblicher Einschränkungen von einer staatlich verordneten Säkularisation verschont, da die Alexianer wegen ihrer karitativen und pflegerischen Aufgaben in der Gesellschaft einen notwendigen gemeinnützigen Stellenwert besaßen. Darüber hinaus wurden den Alexianern die Verwaltung des 1803 neu eingerichteten Aachener Ostfriedhofs übertragen, die diese viele Jahrzehnte bis zur Gründung der kommerziellen Beerdigungsinstitute im Jahr 1922 wahrgenommen haben. Dort fanden sie in einem großen Gräberfeld auch ihre eigene Ruhestätte, bevor sie ab 1918 eine neue Gräberfläche auf dem Aachener Westfriedhof erhielten.

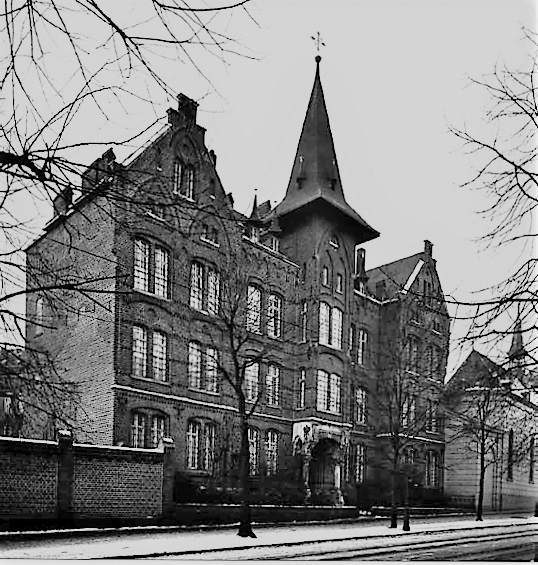
Alexianerkloster (Clemensbau) um 1900 mit der alten Kapelle (rechts)

Nachdem durch die Aachener Alexianer in der zweiten Hälfte des 19. Jahrhunderts weitere Niederlassungen in England, Irland und in den USA gegründet worden waren, entwickelte sich auch die immer größer werdende Aachener Ordensgemeinschaft zur weltweiten Kongregation mit vier Provinzen, davon zwei in Deutschland sowie jeweils eine in Großbritannien und in den USA. Dadurch wuchs zugleich der Bedarf an mehr Räumlichkeiten im nunmehrigen offiziellen Aachener Mutterhaus. Infolgedessen kam es in den Jahren 1872/73 zu einem kleinen Anbau an der Westseite sowie im Jahr 1880 zu einem größeren Neubau an der Straßenseite entlang des Alexianergrabens, dem sogenannten „Clemensbau“. Es folgte acht Jahre später der Anbau des großen Krankenhausflügels an der Südseite, „Quirinusbau“ genannt, und im Jahr 1896 der Anbau eines weiteren Krankenhausflügels an der Westseite, größtenteils nach Plänen des Aachener Architekten Hermann Josef Hürth.
Nach dem Ersten Weltkrieg standen die Alexianer bedingt durch die zahlreichen verletzten oder posttraumatisch gestörten Heimkehrer vor weiteren großen Herausforderungen und das Haus in Aachen konnte neben seiner Hauptaufgabe als „Heil- und Pflegeanstalt für Geisteskranke“ die Aufgaben eines Mutterhauses der immer weiter verzweigten Brüderschaft nicht mehr dauerhaft wahrnehmen. Dies führte Anfang der 1920er-Jahre zu dem Entschluss, den Aachener Komplex erneut umfangreich um- und auszubauen, wozu der Düsseldorfer Kirchen- und Klosterbaumeister Wilhelm Pauen verpflichtet werden konnte. Bereits 1925 konnte der Trakt für die Generalkurie eingeweiht werden, dem am 2. Februar 1929 die feierliche Einweihung der neuen Klosterkirche durch den Aachener Weihbischof Hermann Joseph Sträter folgte. Bei dem anschließenden Abbruch der alten, rechts des Haupttrakts stehenden Kapelle aus dem Jahr 1683, wurden bei Ausschachtungsarbeiten Überreste von dort beerdigten Toten gefunden, die daraufhin unter dem Chor der neuen Kirche eingemauert wurden und an diese in der Krypta unter der Sakristei eine Grabinschrift erinnert. Nachdem schließlich auch die restlichen Arbeiten am Klosterkomplex fertig gestellt worden waren, konnte am 15. September 1931 die Weihe des erneuerten Mutterhauses vollzogen werden.
Kurz vor Ausbruch des Zweiten Weltkrieges wurde das Kloster von den regierenden Nationalsozialisten aufgelöst sowie mit Arbeitskolonnen und Zwangsarbeitern belegt. Später sollte es in ein Theater umgewandelt werden, wozu es jedoch nie kam. Ostern 1944 wurden die Gebäude und hier vor allem das Generalat, die Kirche und der Vorderbau durch Fliegerangriffe mit Brandbomben schwer beschädigt und lediglich der Turm mit dem hochragenden Kreuz überlebte den Bombenhagel. Die wertvollsten Kirchenschätze konnten zuvor durch Auslagerung gerettet werden. Mit dem Einmarsch der Alliierten diente das Kloster vorübergehend als Ersatzkaserne für amerikanische Truppen. Nach dem Ende des Krieges und dem späteren Abzug der Amerikaner, die zwei noch vorhandene Ölgemälde und einen Großteil der alten Bücher entwendeten, wurde unverzüglich mit dem Wiederaufbau der Klosteranlage unter der Leitung des Architekten Friedrich Tappert begonnen, wobei zunächst bis 1950 das Mutterhaus mit den Krankenabteilungen und im Jahr 1954 die Kirche fertiggestellt wurde. Diese erhielt 28 Jahre später im Jahr 1982 eine weitere umfangreiche Umgestaltung nach den Regeln des Zweiten Vatikanischen Konzils und schließlich mit einer vorerst letzten Renovierung und Restaurierung im Jahr 2006 ihr heutiges Gesicht.

## Baubeschreibung Clemensbau mit St.-Alexius-Kirche

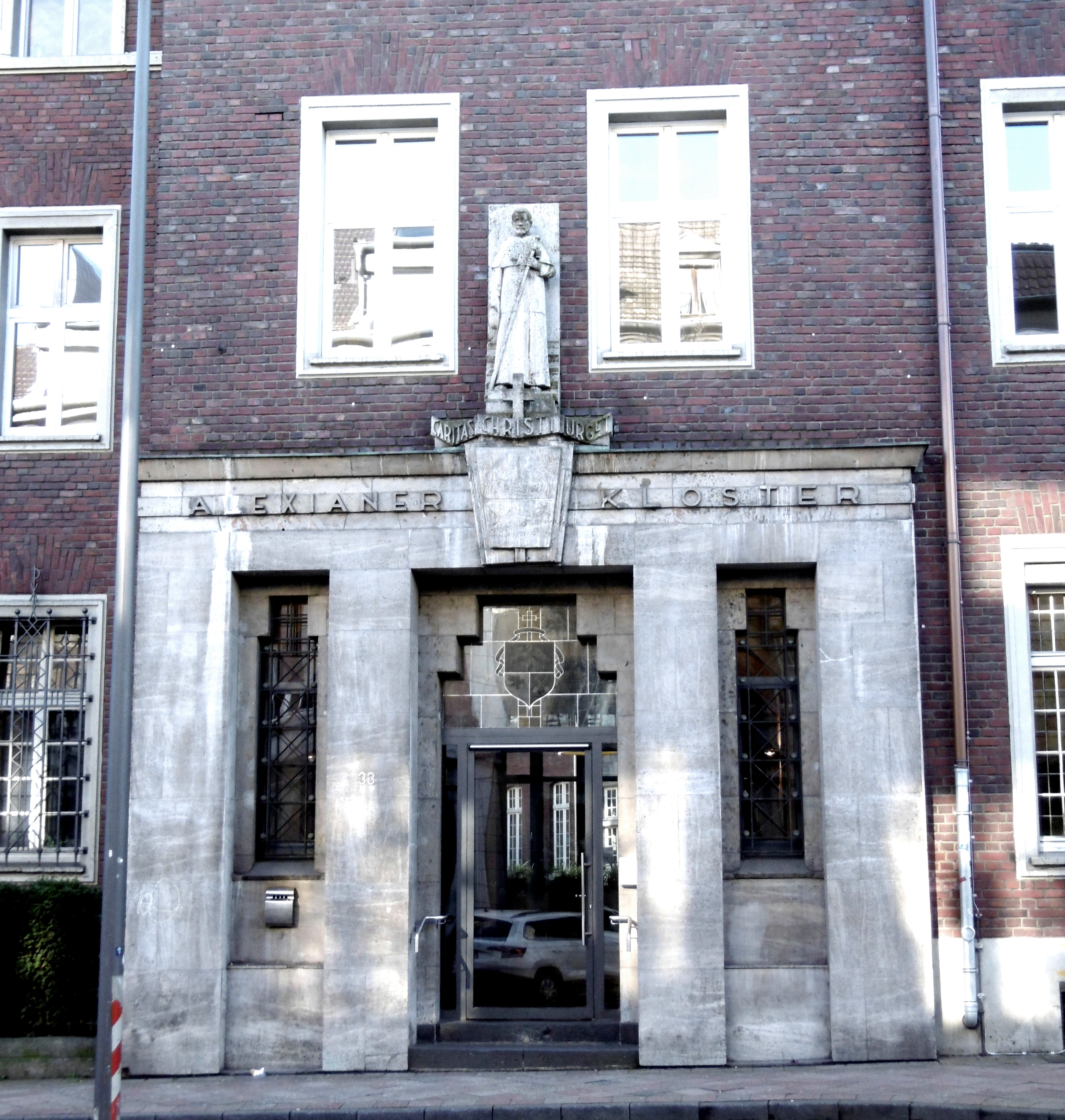
Haupteingang

Von den mehreren auf einem polygonalen Grundstück errichteten und miteinander in unregelmäßigen Winkelfunktionen verschachtelten Gebäudetrakten ragt das am Alexianergraben verlaufende und unter Denkmalschutz stehende Hauptgebäude, der „Clemensbau“ mit seiner roten Ziegelbauweise, besonders heraus. Mittig der straßenseitigen Fassade dominiert der um eine schmale Achse vorgebaute siebengeschossige, quadratische Klosterturm. Sein Untergeschoss wird ausgefüllt von dem gänzlich mit Blausteinquadern ausgestatteten Haupteingang mit seiner hochrechteckigen tiefliegenden Eingangstür zwischen zwei schmalen hochrechteckigen seitlichen Fenstern. Über dem waagerechten Türsturz steht auf einem kleinen Sockel und über einem steinernen Inschriftenband mit der Aufschrift: „caritas christi urget“ die Figur des hl. Alexius. Das siebte Turmgeschoss ist mit offenen hohen und spitzen Fensterluken mit halbhohen Schutzgittern ausgestattet und dient somit offensichtlich als Aussichtsplattform. Das Flachdach wird gekrönt durch ein hohes Kreuz, das an seinem unteren Verlauf von einer lebensgroßen Engelsfigur gehalten wird.
Westlich des Turmes, also rechts des Haupteingangs, schließt sich ein neunachsiger und dreigeschossiger Gebäudetrakt an, über dessen breites durchgehendes Dachgesims sich ein siebenachsiges Mansarddach erhebt. Östlich des Eingangs erstreckt sich ein siebenachsiger Trakt mit einem einfachen Satteldach, das ebenfalls mit einem breiten Gesimse von dem Obergeschoss getrennt ist. Mittig dieses Osttraktes ist die Klosterkirche eingelassen, deren Apsis mit ihren drei schmalen und spitz zulaufenden Zwillingsfenstern leicht vorgewölbt aus der Fluchtung herausragt. Über dem Dachgesims der Apsis erhebt sich ein abgestufter und mit einem kleinen Kreuz geschmückter Giebelaufbau, in dessen Figurennische unter anderem eine Statue des hl. Antonius aufgestellt ist. Die östlichste Ecke des Dachfirstes krönt ein kleiner oktogonaler Glockenturm mit offenen Schallluken und einer kleinen Schmuckkugel auf seinem Spitzdach.
Der Großteil der hohen und schmalen Kirchenfenster mit verschiedenen Apostelgestalten wurde im Rahmen der letzten Restaurierung im Jahr 2006 durch erneuert. Darüber hinaus befinden sich im Hausflur und im Treppenhaus noch mehrere alte Ornamentfenster in Bleiglasverarbeitung aus dem Anfang des 20. Jahrhunderts.
Der Zugang zur Kirche ist nur über das Foyer im Eingangsbereich des Clemensbaus möglich. Von dort aus eröffnet sich zunächst ein kleiner Vorraum, der von einem im Boden eingelassenen sternförmigen steinernen Stern geschmückt wird, auf dem neben einem Psalm auch die Jahreszahlen der Kirchweihe und der letzten Restauration eingraviert sind. An der linken Seite des Vorraums befindet sich die Pietà und daneben schließt sich die Auferstehungskapelle mit dem auferstandenen Christus, der Osterkerze und dem Weihwasserkrug an. Entlang der Außenwände des Kirchenchores sind die einzelnen Stationen des Kreuzweges in Form von Ölgemälden angebracht sowie rechts und links der Kirchenbänke einige Heiligenfiguren aufgestellt. Im Altarraum steht mittig der Zelebrationsaltar mit dem Ambo und an der rückseitigen Altarwand der im barocken Stil errichtete Hochaltar. In diesen ist ein von Franz Wüsten im Jahr 1928 hergestellter Tabernakel vor einer als „Adlerschwingen“ nachempfundenen Ornamentsmuschel mit einer aufgesetzten dreistöckigen Krone integriert. Mehrere kleinere und überarbeitete Seitenaltäre im Kirchenschiff und im Altarraum komplettieren die kirchliche Einrichtung. Für die musikalische Begleitung sorgt eine alte Orgel aus der Firma Georg Stahlhuth, die im Jahr 2006 eine komplette Sanierung durch das Unternehmen Weimbs Orgelbau aus Hellenthal erhielt.